# Pterotricha
Genre
Synonymes
- Bobineus Roewer, 1955

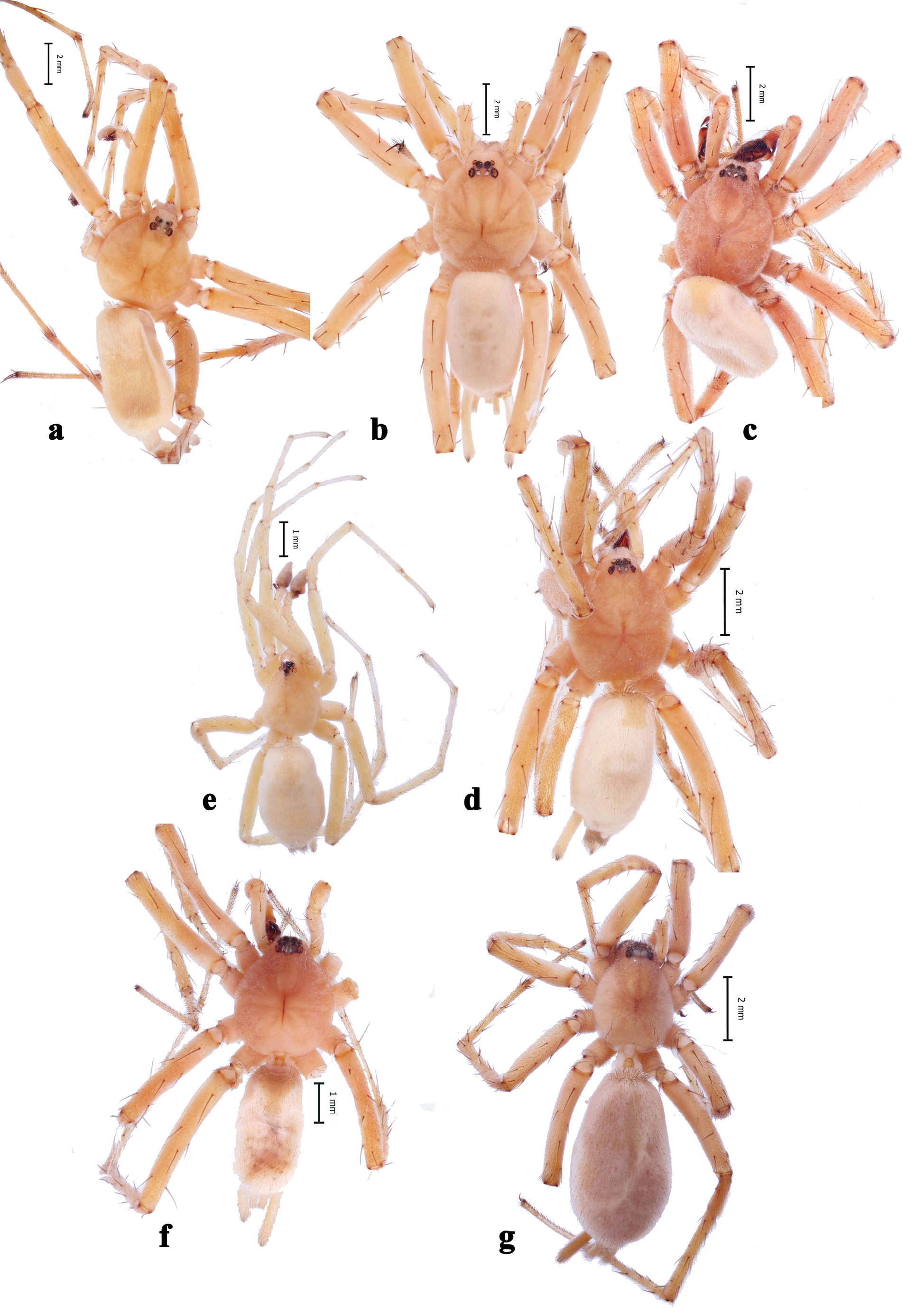

Pterotricha est un genre d'araignées aranéomorphes de la famille des Gnaphosidae.

## Distribution
Les espèces de ce genre se rencontrent en Afrique, en Europe, au Moyen-Orient et en Asie centrale.

## Liste des espèces
Selon World Spider Catalog (version 25.5, 03/01/2025) :
- Pterotricha algerica Dalmas, 1921
- Pterotricha arabica Zamani, 2018
- Pterotricha argentosa Charitonov, 1946
- Pterotricha arzhantsevi Fomichev, Marusik & Koponen, 2018
- Pterotricha auris (Tucker, 1923)
- Pterotricha cambridgei (L. Koch, 1872)
- Pterotricha chazaliae (Simon, 1895)
- Pterotricha conspersa (O. Pickard-Cambridge, 1872)
- Pterotricha dalmasi Fage, 1929
- Pterotricha djibutensis Dalmas, 1921
- Pterotricha egens Denis, 1966
- Pterotricha engediensis Levy, 1995
- Pterotricha esyunini Zamani, 2018
- Pterotricha insolita Dalmas, 1921
- Pterotricha kochi (O. Pickard-Cambridge, 1872)
- Pterotricha kovblyuki Zamani & Marusik, 2018
- Pterotricha lentiginosa (C. L. Koch, 1837)
- Pterotricha lesserti Dalmas, 1921
- Pterotricha levantina Levy, 1995
- Pterotricha lutata (O. Pickard-Cambridge, 1872)
- Pterotricha marginalis (Tucker, 1923)
- Pterotricha mauritanica Denis, 1945
- Pterotricha montana Zamani & Marusik, 2018
- Pterotricha nadolnyi Zamani, 2018
- Pterotricha nomas (Thorell, 1875)
- Pterotricha parasyriaca Levy, 1995
- Pterotricha paupercula Denis, 1966
- Pterotricha pavlovskyi Spassky, 1952
- Pterotricha procera (O. Pickard-Cambridge, 1874)
- Pterotricha pseudoparasyriaca Nuruyeva & Huseynov, 2016
- Pterotricha quagga (Pavesi, 1884)
- Pterotricha saga (Dönitz & Strand, 1906)
- Pterotricha schaefferi (Audouin, 1826)
- Pterotricha simoni Dalmas, 1921
- Pterotricha somaliensis Dalmas, 1921
- Pterotricha stevensi Zamani, 2018
- Pterotricha strandi Spassky, 1936
- Pterotricha syriaca Dalmas, 1921
- Pterotricha vicina Dalmas, 1921

## Systématique et taxinomie
Ce genre a été décrit par Kulczyński en 1903.
Bobineus a été placé en synonymie par Platnick en 1990.

## Publication originale
- Kulczyński, 1903 : « Aranearum et Opilionum species in insula Creta a comite Dre Carolo Attems collectae. » Bulletin international de l'Académie des Sciences de Cracovie, Classe des Sciences Mathématiques et Naturelles, vol. 1903, p. 32-58.